# Nissan 300ZX
Nissan 300ZX – samochód sportowy, produkowany przez japoński koncern Nissan Motors w latach 1989–2000.

## Nissan 300ZX (pierwsza generacja) (1983–1988)
Pierwsza generacja Nissana 300ZX – Z31 była produkowana w latach 1983–1989.
300ZX pierwszej generacji wszedł na rynek pod koniec 1983 roku i była początkowo nazwany Datsunem 300ZX. Od końca 1985 roku, z fabryki Datsuna produkowane auta na cały świat wychodziły pod marką Nissan.
Więcej usprawnień w obecne nadwozie Z31 zostało opracowane dzięki projektom Kazumasiego Takagi i jego zespołowi.
Podwozie wykonane i skonstruowane było podobne do tego ze starszej generacji 280ZX i posiadał wahacze przy przedniej i tylnej kolumnie. Wszystkie modele turbo otrzymały trójdrożne, sterowane elektronicznie regulowane amortyzatory.
Rzędowy silnik o sześciocylindrowej konfiguracji został wymieniony przy okazji zaprezentowania w pierwszych modelach 300ZX, obecnie silnik używany do napędzania sportowej rodziny miał układ V6. Nowy trzylitrowy wolnossący (typ VG30E) lub z turbodoładowaniem (VG30ET typ) posiadał 119 kW (161 KM) i 149 kW (203 KM). W 1987 roku, poprawione silniki miały moc 123 (167 KM) lub 153 kW (208 KM).
W Japonii, gdzie samochód nazywano również Nissan Fairlady, było obecne modele Z, ZG, ZR i ZR II - w specyfikacjach dwulitrowych z sześciocylindrowymi silnikami. Początkowo używane V6 Turbo posiadał 126 kW (172 KM), później sześciocylindrowy silnik turbo miał 160 kW (218 KM). Nissany oferowane były również w klasie podatkowej uprzywilejowanej, która mieściła się w granicach dwóch litrów i był samochodem sportowym.
Zaprezentowano również (2 + 2) 2-osobową odmianę wariantu SWB (Short Wheel Base - krótki rozstaw osi)) modele te posiadały dłuższy rozstaw osi, miały dłuższe nadwozie. 300ZX w wersji 2 + 2 były 4-osobowe.
Jesienią 1985 300ZX przeszedł facelifting. Spoiler tylny gumowy został zastąpiony spoilerem z tworzywa sztucznego, wzmocnionego włóknem szklanym ze zintegrowanym trzecim światłem stop.
W lecie 1987 roku model został ponownie poddany liftingowi, w którym zostały dodane spojlery progów bocznych. Zderzaki zostały zaprojektowane bardziej aerodynamiczne, lampy przeciwmgielne zintegrowane w przednim zderzaku a z tyłu reflektora została dodana taśmy (blenda) z nadrukiem 300ZX. Trzecie światło stopu zostało przeniesione na górną krawędź tylnej klapy.
Wcześniejsze modele z pierwszych lat produkcji były lżejsze z powodu słabszego i mniej bogatego wyposażenia seryjnego. Także modele po 1986 roku stały się mniej dynamiczne z powodu zainstalowania klimatyzacji ABS i innego wyposażenia. na przestrzeni lat masa własna modelu 300ZX zwiększyła się o ponad 100 kg.
Model 300ZX uchodził za bardzo szybkie auto, z powodzeniem zastępując model 280ZX. Pod względem prowadzenia, osiągów i wyglądu spełnił oczekiwania zarówno konstruktorów jak i właścicieli oraz fanów tego modelu.

### Silnik i specyfikacja
| Silniki benzynowe     | Silniki benzynowe | Silniki benzynowe                       | Silniki benzynowe  | Moc / Nm                        | Moc / Nm               | Osiągi     | Osiągi              | Osiągi                 |
| Model                 | Wersja            | Silnik                                  | Skrzynia biegów    | Moc maksymalna                  | Maksymalny moment Nm   | 0–100 km/h | Prędkość maksymalna | Uwagi                  |
| --------------------- | ----------------- | --------------------------------------- | ------------------ | ------------------------------- | ---------------------- | ---------- | ------------------- | ---------------------- |
| (1984) 300ZX          | coupe             | VG30E 6-cylindrowy, 2960 cm³, OHC, 12v  | 5-biegowa manualna | 125 kW / 160 KM @ 5200 obr./min | 240 Nm @ 4300 obr./min | 8,8 sek    | 200 km/h            |                        |
| (1984) 300ZX Turbo    | coupe             | VG30ET 6-cylindrowy, 2960 cm³, OHC, 12v | 5-biegowa manualna | 147 kW / 200 KM @ 5200 obr./min | 310 Nm @ 3600 obr./min | 7,3 sek    | 216 km/h            |                        |
| (1986) 300ZX          | coupe             | VG30E 6-cylindrowy, 2960 cm³, OHC, 12v  | 5-biegowa manualna | 125 kW / 160 KM @ 5200 obr./min | 240 Nm @ 4300 obr./min | 9,1 sek    | 205 km/h            |                        |
| (1986) 300ZX Turbo    | coupe             | VG30ET 6-cylindrowy, 2960 cm³, OHC, 12v | 5-biegowa manualna | 167 kW / 228 KM @ 5200 obr./min | 326 Nm @ 4400 obr./min | 6,7 sek    | 228 km/h            | Wersja Europejska      |
| (1987) 300ZX Turbo    | coupe             | VG30ET 6-cylindrowy, 2960 cm³, OHC, 12v | 5-biegowa manualna | 147 kW / 200 KM @ 5200 obr./min | 310 Nm @ 4400 obr./min | 7,9 sek    | 219 km/h            |                        |
| (1988) 300ZX Turbo SE | coupe             | VG30ET 6-cylindrowy, 2960 cm³, OHC, 12v | 5-biegowa manualna | 147 kW / 200 KM @ 5200 obr./min | 310 Nm @ 4400 obr./min | 7,9 sek    | 244 km/h            | Wersja Special Edition |

### Galeria

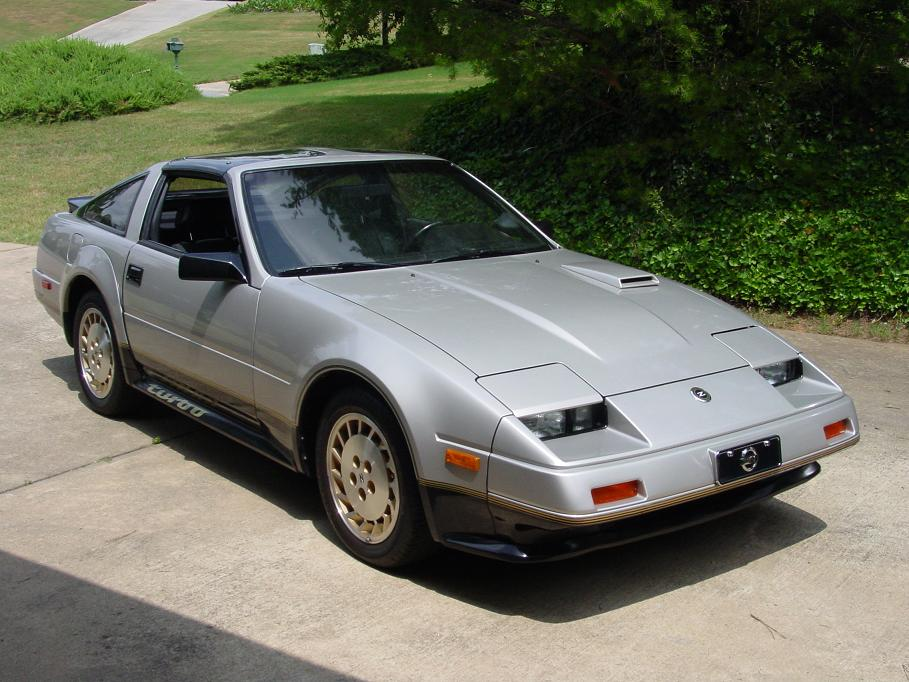
Nissan 300ZX Z31
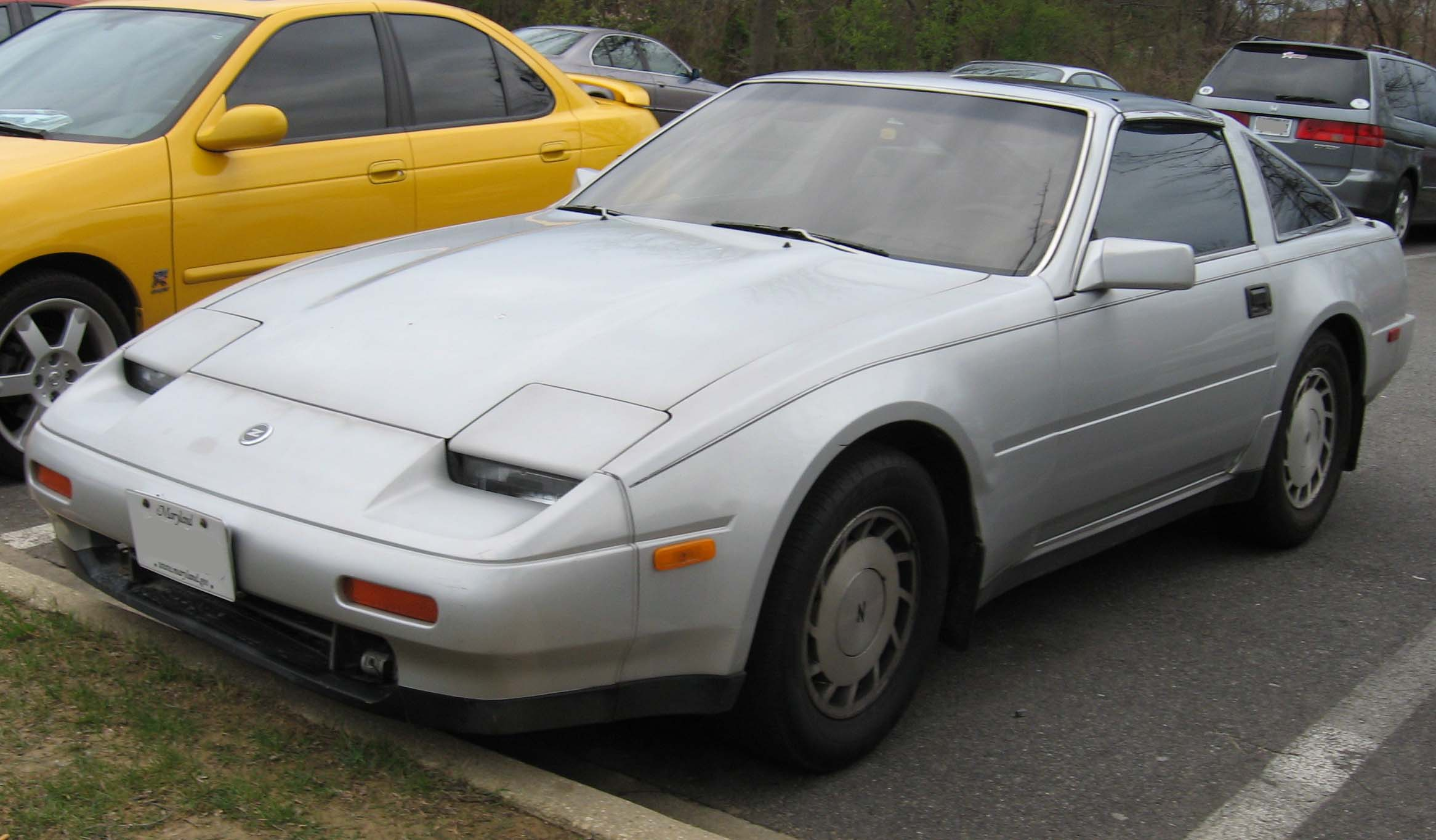
Nissan 300ZX Z31
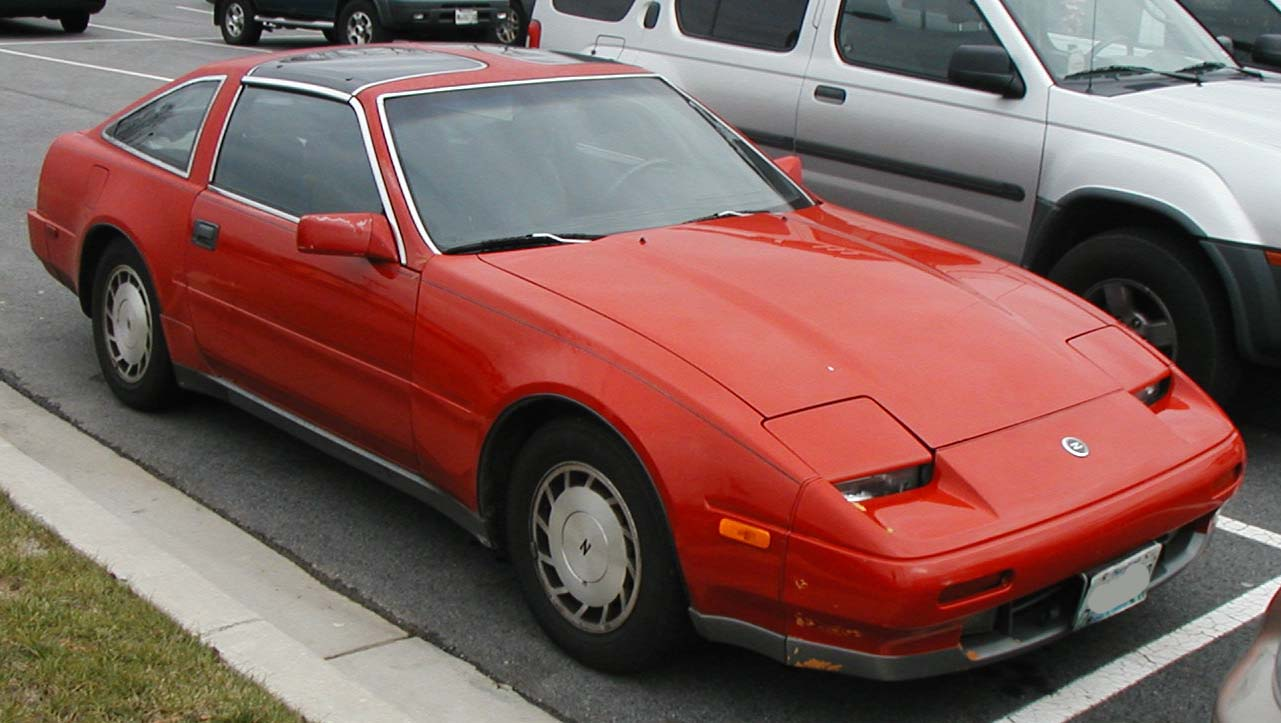
Nissan 300ZX Z31
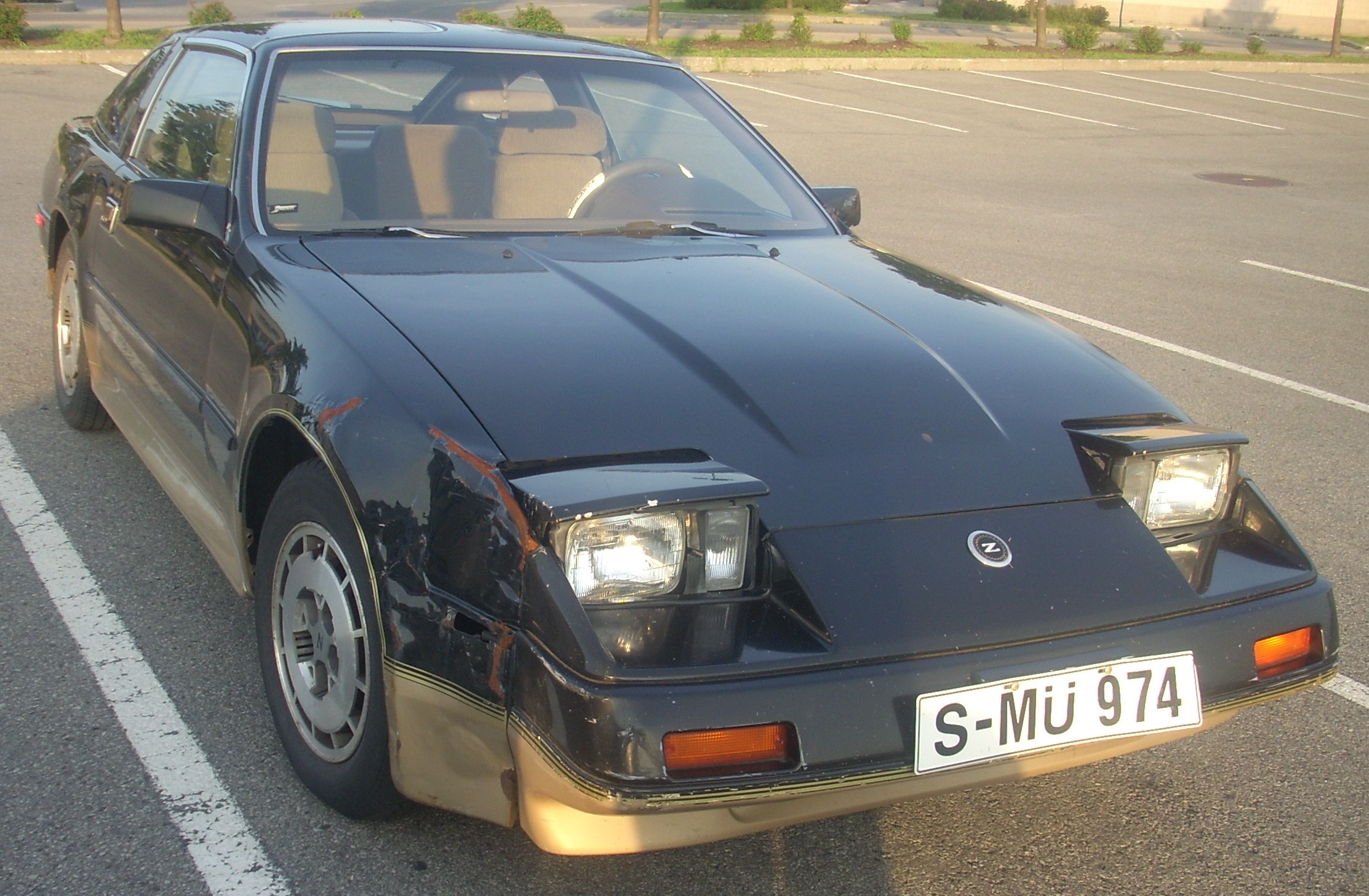
Nissan 300ZX Z31

## Druga generacja (1989–1996)
Drugą generację – Z32 produkowano od 1989 roku. Samochód miał zaokrąglone linie nadwozia i charakterystyczne przednie reflektory. Był sprzedawany do 1996 roku i od tamtej pory długo musiał czekać na następcę, którym okazał się Nissan 350Z.
Co kilka lat auto przechodziło delikatne zmiany zarówno we wnętrzu jak i na zewnątrz. Praktycznie wszystkie egzemplarze posiadały wysokiej jakości skórzaną tapicerkę i automatyczną klimatyzację. W wersjach na USA od 1991 roku wszystkie 300ZX posiadały w standardzie poduszkę powietrzną kierowcy, a od 1993 opcjonalnie pasażera. W wersji na rynek europejski zrezygnowano w większości modeli z poduszki kierowcy, jednak w rocznikach po 1994 są często spotykane również jako dla pasażera. Na rynku europejskim Z32 był oferowany do 1995 roku i te roczniki są bardzo rzadko spotykane. Mają jednak pełne wyposażenie jakie oferowano do tego auta w tych latach m.in. tapicerkę pokrytą częściowo alkantarą, podgrzewane i elektrycznie sterowane oba przednie siedzenia i centralny zamek. W modelu z 1999 r. dodano do opcjonalnego wyposażenia reflektory z HID oraz zmieniono kolor tylnych lamp na biało-czerwone (w stylu JDM). Oprócz tego zmieniono kształt zderzaka przedniego, dodano także nakładki na progi. Wnętrze pozostało praktycznie bez większych zmian. Na uwagę zasługuje system nagłośnienia firmowane znakiem Bose. Dodatkowo można było dobrać zmieniarkę na 3 CD.
Samochód wyposażono w silnik typu V6 o pojemności 3 litrów w układzie 24-zaworowym z 4 wałkami rozrządu. Samochód wyposażony był w dwie wersje silnikowe: bez turbo oraz z dwiema turbinami Garretta wraz z dwoma intercoolerami. Występowały dwie odmiany 300ZX TT: US Twin Turbo (300 KM) i EURO Twin Turbo (283 KM). Różnica spowodowana była sposobem pomiaru: w US moc mierzono na silniku, w Europie - na kołach napędowych. Moc max. uzyskiwana była przy 6500 obr. natomiast max. moment obrotowy wynoszący dla wersji TT 396 Nm osiągany był przy 3600 obr. Wersje wolnossące posiadały 225 KM. Ponadto w silniku zastosowano system zmiennych faz rozrządu (na wałkach zaworów wlotowych). W standardzie montowana była klimatyzacja, ABS oraz elektryczna regulacja lusterek oraz elektryczne sterowanie opuszczaniem szyb. W 1996 na rynek USA wyprodukowano 300 ostatnich unikatowych sztuk "commemorative". Na rynku europejskim 300ZX również był oferowany do jeszcze 1996 roku włącznie, jednak wyprodukowano go w małych ilościach licząc od 1994, kiedy weszła do produkcji III seria tego modelu. Były to modele dobrze wyposażone m.in. w dwie poduszki powietrzne, podgrzewane skórzane fotele oraz standardowo alkantarę. Wśród nich w latach 1995 i 1996 r. wyprodukowano również rzadkie modele z brązowo-beżowym wnętrzem głównie na włoski rynek.
Skrzynia biegów została dopracowana do możliwości samochodu. Nie powodowała "szarpnięć" i umożliwiała szybką zmianę przełożenia. Napęd był przekazywany na tylne koła poprzez zmienny dyferencjał, który dzięki zastosowaniu wiskotycznego sprzęgła LSD stopniowo przenosił moc na koło o większej przyczepności. Tylne koła również były skrętne, umożliwiało to pokonywanie ciasnych zakrętów przy dużej prędkości mimo sporej wagi auta, jednak system ten (HICAS) występował tylko w wersjach z silnikami Twin Turbo. Na Europę wychodziły jedynie wersje 2+2 Twin Turbo. Na innych rynkach były także 2-miejscowe (krótsze o 215 mm) wolnossące oraz Twin Turbo. W 1993 r. wprowadzono do produkcji wersję Convertible (cabrio), dostępną wyłącznie z silnikiem wolnossącym. Ponadto bardzo rzadko spotykane są wersje coupé z twardym gładkim dachem (bez targa), które występowały w wersji 2-osobowej. Wadą we wczesnych modelach był brak możliwości montażu przyciemnionych szyb. Seryjnie montowane miały całkowitą przepuszczalność światła przez co wnętrze silnie się nagrzewało.
Nissan 300ZX był laureatem wielu nagród m.in. amerykańskiego pisma motoryzacyjnego Car and Driver. W sumie zdobył sześć nagród. Przednie reflektory 300ZX (Z32) zostały wykorzystane również w Lamborghini Diablo VT (generacja 2), 1999.
300ZX mimo dopracowanego układu jezdnego, mocnego widlastego silnika V6, zaawansowanej techniki i niezawodności nie odniósł takiego sukcesu jak np. Nissan Skyline lub Nissan 200SX. Najlepiej sprzedawał się w USA.

### Silnik i specyfikacja
| Silniki benzynowe | Silniki benzynowe | Silniki benzynowe                          | Silniki benzynowe  | Moc / Nm                        | Moc / Nm               | Osiągi     | Osiągi              | Osiągi    |
| Model             | Wersja            | Silnik                                     | Skrzynia biegów    | Moc maksymalna                  | Maksymalny moment Nm   | 0–100 km/h | Prędkość maksymalna | Uwagi     |
| ----------------- | ----------------- | ------------------------------------------ | ------------------ | ------------------------------- | ---------------------- | ---------- | ------------------- | --------- |
| 300ZX             | coupe             | VG30DE 6-cylindrowy, 2960 cm³, DOHC, 24v   | 5-biegowa manualna | 169 kW / 230 KM @ 6400 obr./min | 273 Nm @ 4800 obr./min | 7,0 sek    | 235 km/h            |           |
| 300ZX Twin Turbo  | coupe             | VG30DETT 6-cylindrowy, 2949 cm³, DOHC, 24v | 5-biegowa manualna | 208 kW / 280 KM @ 6000 obr./min | 375 Nm @ 3600 obr./min | 5,9 sek    | *250 km/h           | *elek.ogr |

### Galeria

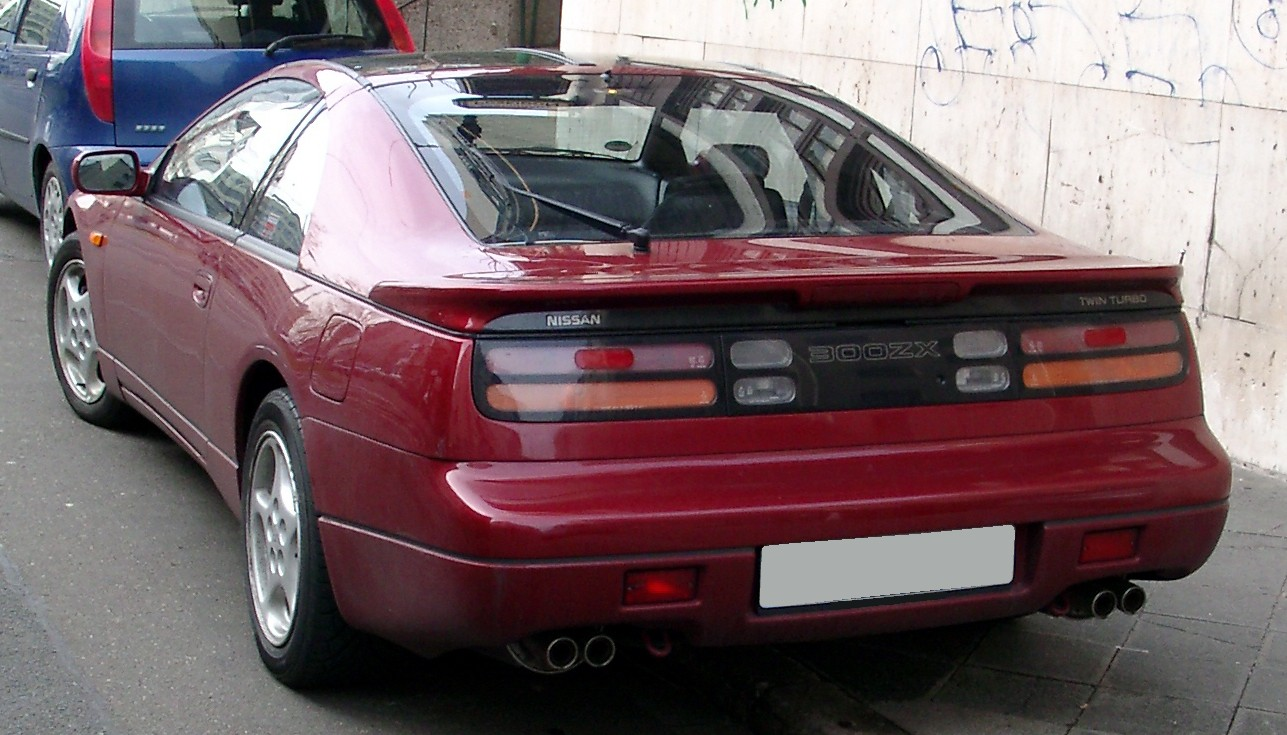
Nissan 300ZX Z32
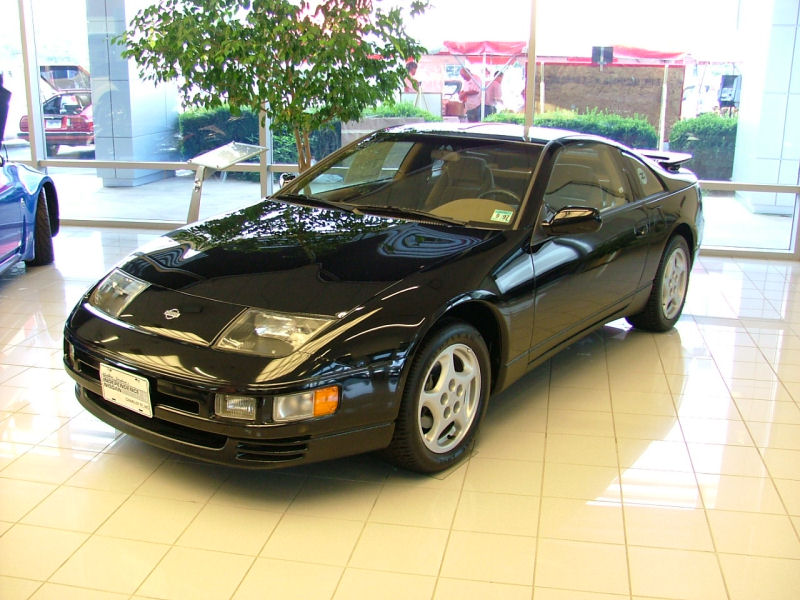
Nissan 300ZX Z32
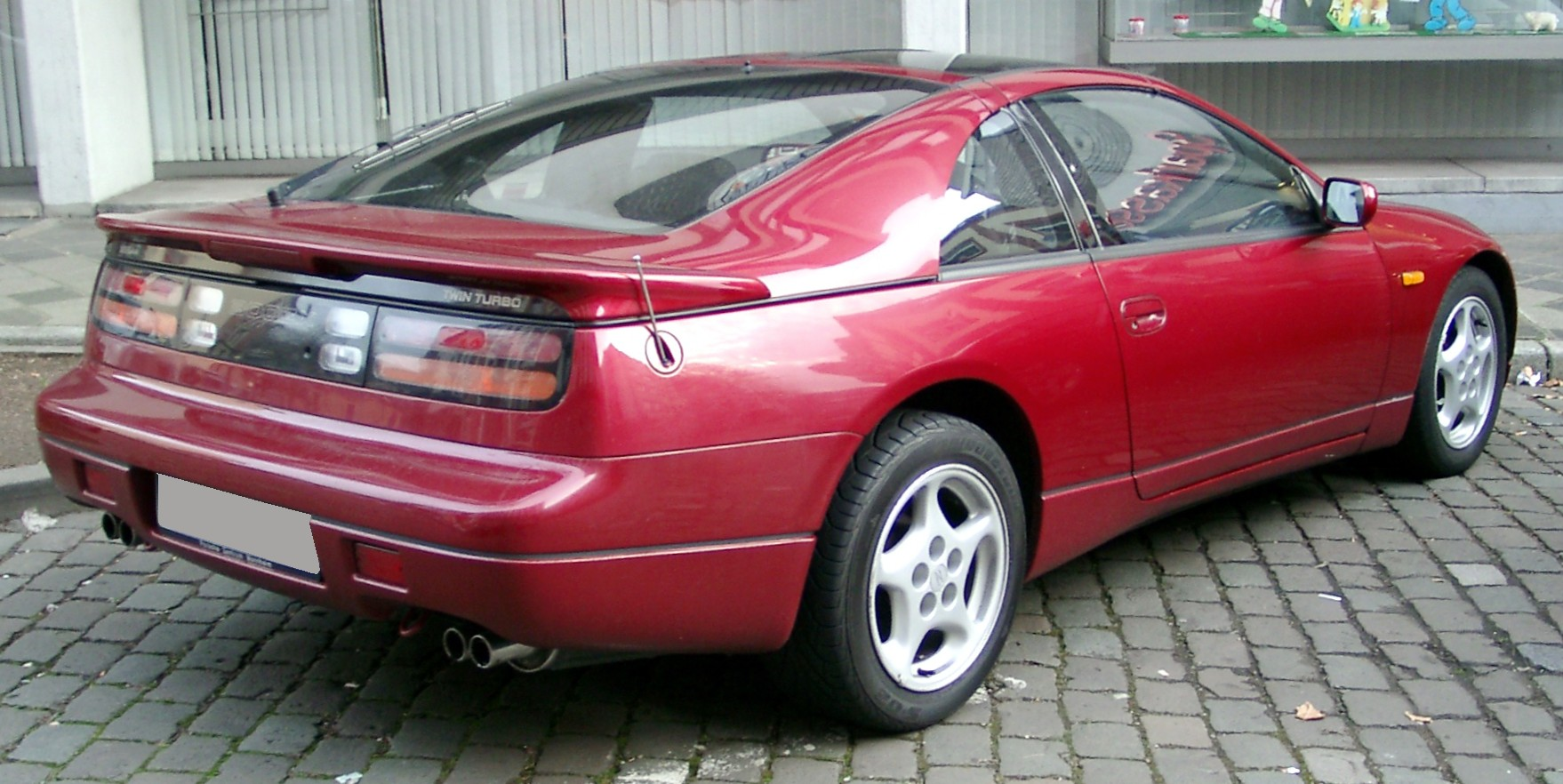
Nissan 300ZX Z32